# Tragosoma pilosicornis
Tragosoma pilosicornis là một loài bọ cánh cứng trong họ Cerambycidae.